# 祿成
祿成（1718年—？），辉发那拉氏，漢姓蘇氏，镶黄旗满洲包衣。乾隆丙辰举人，丁巳联捷进士。

## 生平
乾隆二十年之前任国子监監丞，乾隆二十年（1755年）六月份签掣安徽宁国府同知，二十二年（1757年）丁母忧，二十六年（1761年）拣发浙江委任同知，二十八年（1763年）补湖州府同知，三十四年（1769年）任广东廉州府知府，三十七年（1770年）缘事降调同知，三十八年（1773年）任户部主事。

## 家族
- 六世祖鼐瑚，辉發贝勒王机砮之兄。
- 五世祖額德。
- 高祖不详。
- 曾祖：多贝，员外郎。
- 祖：沙梓（傻子），员外郎兼佐领。
- 父辈：五十四，驼马群总管兼云麾使、額爾登布，司库、七十四，乾隆丙辰进士，直隶永平府知府。
- 兄弟：福成，乾隆丙辰科兄弟同榜举人、玉成，八品官。[2]

## 引用
1. ↑  中国第一历史档案馆藏《清代官员履历全编》卷17:“乾隆二十年六月二十九日：奴才祿成，镶黄旗满洲包衣特克慎佐领下进士，年三十七岁，现任国子监監丞，乾隆十九年二月奉旨记名以同知用，二十年陸月分签陞安徽宁国府同知缺”页五五三
2. ↑  《钦定八旗满洲氏族通谱》：“镶黄旗包衣额德，王机砮亲兄鼐瑚之子也，其孙多贝原任员外郎，曾孙沙梓原任员外郎兼佐领，元孫五十四原任驼马群总管兼云麾使，额尔登布现任司库，七十四现系进士，四世孙福成、祿成现系举人（祿成后考中进士）”